# Harbaqa-Staudamm
Der Harbaqa-Staudamm war eine römische Gewichtsstaumauer in der syrischen Wüste zwischen Damaskus und Palmyra aus dem 1. oder 2. Jahrhundert n. Chr.
Die Reste der antiken Stauanlage liegen 10 Kilometer nördlich der Straßenkreuzung der beiden Schnellstraßen von Damaskus über Al-Dumair nach Palmyra und von Homs nach Bagdad, beim Ort Ain al-Baridah.
Der Kern des Staudamms besteht aus römischem Beton, der auf der Wasser- wie der Luftseite mit Quadersteinen verkleidet war. Der etwa 21 Meter hohe und im Bereich der Mauerkrone rund 365 Meter lange Damm sperrte das Wadi al-Barada. Er diente ursprünglich der Bewässerung umliegender Felder, deren Erträge Palmyra versorgten. Im 8. Jahrhundert nutzte man ihn zur Wasserversorgung des 16 Kilometer nördlich gelegenen, von dem Kalifen Hischam erbauten Qasr al-Hair al-Gharbi („Westliches Wildgehege-Schloss“). Über eine offene Rinne (birka) floss das Wasser zum Badehaus des Palastes und in einen großen Garten (bustan).